# بن تمپلاسمیت
بن تمپلاسمیت (به انگلیسی: Ben Templesmith) (زاده ۷ مارس ۱۹۸۴) یک هنرمند استرالیایی در زمینه کمیک بوک است که بیشتر او را به خاطر فعالیت در صنعت کمیک بوک آمریکا می‌شناسند. از آثار قابل توجه وی می توان به کمیک سقوط اشاره کرد که با همکاری وارن الیس نوشته است. او همچنین جلدهای کتاب ، پوسترهای فیلم و کارت های مسابقه زیادی را ایجاد کرده است.